# 鈴木京香
鈴木 京香（すずき きょうか、1968年〈昭和43年〉5月31日 - ）は、日本の女優。
宮城県出身。Vanda（ヴァンダ）所属。

## 来歴
宮城県泉高等学校、東北学院大学経済学部商学科卒業。大学在学中から仙台SOSモデルエージェンシーに所属し、モデル活動。
1988年、『カネボウ 水着キャンペーンガール』に選出され、東京（全国）に進出。
1989年、映画『愛と平成の色男』で女優デビュー。
1991年、NHK連続テレビ小説『君の名は』でヒロイン・氏家真知子役を務めた。NHK連続テレビ小説30周年記念作品で1年間放送された。
1995年の主演ドラマ『我慢できない!』（フジテレビ系）ではコミカルな演技を披露した。
脚本家・三谷幸喜の作品では、テレビドラマ『王様のレストラン』（1995年、フジテレビ）を皮切りに常連出演者となっている。また、それ以前は清楚な役柄が多かったが、同作で支配人の愛人役を演じたことがきっかけで、愛人役や悪役でのオファーも増えていった。
2019年、お笑いタレント・藤井隆プロデュースでCDデビューした。
2021年の連続テレビ小説『おかえりモネ』は鈴木の出身地である宮城県（気仙沼市・登米市）を舞台とした作品で、主人公・永浦百音（モネ）の母親役を演じた。
2022年1月1日より宮城県のみやぎ絆大使を務めている。
2023年7月期のドラマ『この素晴らしき世界』（フジテレビ）での主演が予定されていたが、体調不良のため降板。

## 人物
- 無名時代に『ゴジラvsビオランテ』に出演した[6][7]。当時、撮影現場では鈴木の美貌がスタッフの間で噂になっていたといい[6]、主演の三田村邦彦やスタッフとして参加していた白石雅彦は鈴木は当時からオーラを放っていたと証言している[6][8]。
- 仙台市泉区に住んでいた両親のために、仙台市泉区の新興団地に別荘を購入した。
- 漫画『あしたのジョー』主人公・矢吹丈の最大のライバルである力石徹が大好きで、演じてみたかった役にヒロインの白木葉子を挙げている[9]。
- 歌が一番苦手で長年何度もオファーがありながらも断っていた[2]。「NHK東日本大震災プロジェクト」で制作されたプロモーションビデオ『花は咲く』では、鈴木のみが歌わずに黙祷する演出がされた[10]。しかしその後、デビューから30年を迎える記念としてファンへのお礼に何をしたら喜ばれるかを、舞台で共演していた藤井隆に相談。藤井から「CDを出すのが一番いいですよ」と言われ、勇気を出して歌に挑戦することを決めた[2]（作詞も初挑戦[2][注釈 1]）。
- 2023年4月、建築文化の向上に貢献した人物に贈られる日本建築学会文化賞に選ばれた[11]。取り壊しの危機にあった建築家吉阪隆正の代表作の一つであるヴィラ・クゥクゥを購入し、保存再生と一般公開を視野に入れた改修を行ったことが評価された[12]。
- ある頃から、「悩んだらまず“YES”と言ってみる」という言葉を指針にしている[注釈 2]。
- 好きな数字は、7、8、38[13]。
- 普段の生活で大切にしていることは、運動と栄養の偏りがない食事、7時間の睡眠を確保すること[13]。
- 30代半ばから週1回ジムに通い、パーソナルトレーナーに付いてもらってエクササイズをしており、2016年頃からはストレッチを中心に行っている（2022年現在）[13]。
- 多忙な生活を送っているが、自宅ではほぼ自炊している。主に鍋一つでできる具だくさんなスープを食べており、休日にスープや夕飯のおかずなどを作り置きしているという[13]。
- 趣味は旅行、美術館巡り[13]。本来はスポーツ好きだが、多忙なこともあってスキーは大人になってからしておらず、モデルを始めてからは日焼けをしないため海に入ることもしていない。大好きなテニスもインドアコートでやっていたが、2022年現在も「日焼けを気にせずスポーツをしたい」と思っているとのこと[13]。

## 出演

### テレビドラマ
- 東京Xマス・ラブウォーズ（1989年12月16日、TBS）
- 大河ドラマ（NHK総合）
  - 翔ぶが如く（1990年1月7日 - 12月9日） - 和宮 役
  - 炎立つ（1993年7月4日 - 1994年3月13日） - 菜香 役
  - 葵 徳川三代（2000年1月9日 - 12月27日） - 細川ガラシャ 役
  - 新選組!（2004年1月11日 - 12月12日） - お梅 役
  - 真田丸（2016年4月17日 - 12月18日） - 北政所 役[14]
  - 鎌倉殿の13人（2022年） - 丹後局 役
- ホットドッグ（1990年4月19日 - 6月28日、TBS） - 丸山季実子 役
- 連続テレビ小説（NHK総合）
  - 君の名は（1991年4月1日 - 1992年4月4日） - 主演・氏家真知子 役
  - わろてんか（2017年10月21日 - ） - 北村啄子 役[15]
  - おかえりモネ（2021年5月17日 - ） - 永浦亜哉子 役
- 金曜ドラマシアター（フジテレビ）
  - パ★テ★オ PART1 / PART2（1991年9月18日・10月23日） - 永井あゆみ 役
- 素敵にダマして!（1992年4月15日 - 6月24日、日本テレビ） - 東条映子 役
- 終戦記念スペシャル 海の夕映え 最後の海軍大将井上成美（1992年7月28日、日本テレビ)
- 火曜サスペンス劇場（日本テレビ）
  - 六月の花嫁シリーズ・スイートホーム殺人事件（1992年6月30日） - 主演・辻井翔子 役
  - 松本清張サスペンス特別企画・熱い絹（1998年3月24日） - 主演・下沢ヒロ子 役
- いつか好きだと言って（1993年1月5日 - 3月23日、TBS） - 永井美鈴 役
- ツインズ教師（1993年4月12日 - 6月28日、テレビ朝日） - 田村由香里 役
- 引っ越せますか（1993年7月7日 - 9月22日、日本テレビ） - 池渕翠子 役
- ザ・ワイドショー（1994年1月14日 - 3月18日、日本テレビ） - 加藤冴子 役
- 京都千二百年物語（1994年1月31日、テレビ朝日）
- 土曜ドラマ（NHK総合）
  - 否認 どうして言わないの（1994年4月16日 - 4月23日）
  - 刑事 蛇に横切られる（1995年7月1日） - 秋庭宮子 役
- 好きやねん父ちゃんシリーズ（TBS）
  - 好きやねん父ちゃん(1) 涙の家族解散宣言！どうして僕らは捨てられちゃうの!?（1994年10月2日）
  - 好きやねん父ちゃん(2)（1995年4月2日）
  - 好きやねん父ちゃん(3)（1995年10月1日）
- 我慢できない!（1995年1月9日 - 2月27日、関西テレビ・フジテレビ系） - 主演・大庭きわみ 役
  - 我慢できない！聖夜編 シドニーで愛して（1995年12月25日）
- 王様のレストラン（1995年4月19日 - 7月25日、フジテレビ） - 三条政子 役
  - 王様のレストラン それはまた別の話スペシャル（1995年12月31日）
- 若い人(1995年5月2日、テレビ東京） - 橋本スミ子 役
- 恋人よ（1995年10月19日 - 12月21日、フジテレビ） - 宇崎（小野、鴻野）粧子 役
- オンリー・ユー〜愛されて〜（1996年1月8日 - 3月11日、読売テレビ） - 主演・真柴ちひろ 役
- 彼女たちの結婚（1997年1月9日 - 3月20日、フジテレビ） - 主演・高畑キリコ 役
- お礼は見てのお帰り ナニワのべっぴん刑事シリーズ（関西テレビ・フジテレビ系） - 主演・一本木礼子 役
  - お礼は見てのお帰り ナニワのべっぴん刑事(1)・一本木礼子（1997年4月8日）
  - お礼は見てのお帰り ナニワのべっぴん刑事（2）初春に舞う!（1998年1月2日）
  - お礼は見てのお帰り ナニワのべっぴん刑事一本木礼子（3）正月早々死んでしまうんか!?（1999年1月5日）
- ギフト 第10話・最終話（1997年6月18日・25日、フジテレビ） - 美樹 役
- きらきらひかる（1998年1月13日 - 3月17日、フジテレビ） - 杉裕里子 役 
  - きらきらひかる スペシャル（1999年4月23日）
  - きらきらひかる スペシャル2（2000年4月4日）
- カミさんなんかこわくない 第8話（1998年5月31日、TBS） - 聖子 役
- 赤西蠣太（1999年1月2日、テレビ東京） - 小波 役
- アフリカの夜（1999年4月15日 - 6月24日、フジテレビ） - 主演・杉立八重子 役
- 天の瞳シリーズ（テレビ朝日） - 主演・小瀬芽衣 役
  - 天の瞳(1)（2000年3月25日）
  - 天の瞳(2)（2001年3月24日）
  - 天の瞳(3)（2002年12月19日）
- 合い言葉は勇気（2000年7月6日 - 9月14日、フジテレビ） - 犬塚信乃 役
- 非婚家族（2001年7月5日 - 9月20日、フジテレビ） - 千本知華子 役
- 盤嶽の一生 第1話「わが愛刀よ」（2002年3月5日、フジテレビ） - ゆき江 役
- 私立探偵 濱マイク 第6話（2002年8月5日、読売テレビ） - 先生 役
- 黒い十人の女（2002年9月21日、フジテレビ） -  主演・石ノ下市子 役
- 緋色の記憶〜美しき記憶の秘密〜（2003年1月6日 - 27日、NHK総合） - 主演・吉住薫 役
- 熱烈的中華飯店（2003年1月8日 - 3月12日、フジテレビ） - 主演・橘詩央 役
- ブラックジャックによろしく（2003年4月11日 - 6月20日、TBS） - 赤城カオリ 役
  - ブラックジャックによろしく 〜涙のがん病棟編〜（2004年1月3日）
- 娘の結婚（2003年12月14日、WOWOW） - 主演・雨宮規子 役
  - 娘の結婚 「晩春」より（2006年5月2日、日本テレビ） - 主演・雨宮規子 役
- 砦なき者（2004年4月2日、テレビ朝日） - 逢沢瑤子 役
- 心の砕ける音〜運命の女〜（2005年2月20日、WOWOW） - 主演・水原早紀 役
- 青春の門〜筑豊編〜（2005年3月21日・22日、TBS） - 主演・伊吹タエ 役
- 社長をだせ!〜実録・クレーマーとの死闘を制した女（2005年3月24日、読売テレビ） - 主演・横山とく子 役
- エル・ポポラッチがゆく!!（2006年3月27日 - 不定期、NHK総合） - 礼子 役
- 華麗なる一族（2007年1月14日 - 3月18日、TBS） - 高須相子 役
- 天国と地獄（2007年9月8日、テレビ朝日） - 権藤伶子 役
- SCANDAL（2008年10月19日 - 12月21日、TBS） - 主演・高柳貴子 役
- 夏子と天才詐欺師たち（2010年8月14日、朝日放送） - 桜田富士子 役
- セカンドバージン[16]（2010年10月12日 - 12月14日、NHK総合） - 主演・中村るい 役
- short cut（2011年11月3日、WOWOW）
- 理想の息子（2012年1月14日 - 3月17日、日本テレビ） - 主演・鈴木海 役
- リーガル・ハイ 第6話（2012年5月22日、フジテレビ） - シュナイダー圭子 役
- 東野圭吾ミステリーズ 第11話「再生魔術の女」（2012年9月20日、フジテレビ） - 主演・中尾章代 役
- 夜行観覧車（2013年1月18日 - 3月22日、TBS） - 主演・遠藤真弓 役
- 特集ドラマ「かつお」（2013年12月18日、NHK総合） - 山村幸江 役
- 連続ドラマW（WOWOW）
  - パンドラII 飢餓列島（2010年4月18日 - 5月30日） - 八木沢周子 役
  - 平成猿蟹合戦図（2014年11月15日 - 12月20日） - 主演・園夕子 役[17]
  - 荒地の恋（2016年1月9日 - 2月6日） - 三田村明子 役[18]
- プレミアムドラマ・だから荒野（2015年1月11日 - 3月1日、NHK BSプレミアム） - 主演・森村朋美 役[19]
- 女性作家ミステリーズ 美しき三つの嘘 第3話「平凡」（2016年1月4日、フジテレビ） - 主演・宮本紀美子 役[20][21]
- 人間の証明（2017年4月2日、テレビ朝日） - 八杉恭子 役[22]
- 大沢在昌サスペンス「冬芽の人」（2017年4月5日、テレビ東京） - 主演・牧しずり 役[23]
- 琥珀（2017年9月15日、テレビ東京） - ヒロイン・平井幸子 役[24]
- 未解決の女 警視庁文書捜査官（2018年4月19日 - 6月7日、テレビ朝日） - 鳴海理沙 役[25]
  - 未解決の女 警視庁文書捜査官〜緋色のシグナル〜（2019年4月28日）
  - 未解決の女 警視庁文書捜査官2（2020年8月6日 - 9月17日）
- プレミアムドラマ・モンローが死んだ日（2019年1月6日 - 1月27日、NHK BSプレミアム） - 原作･小池真理子　主演・幸村鏡子 役
- グランメゾン東京（2019年10月20日 - 12月29日、TBS） - 早見倫子 役[26]
  - スペシャルドラマ グランメゾン東京（2024年12月29日、TBS）[27]
- 行列の女神〜らーめん才遊記〜（2020年4月20日 - 6月8日、テレビ東京） - 主演・芹沢達美 役
- 共演NG（2020年10月26日 - 12月7日、テレビ東京） - ヒロイン・大園瞳 役[28]
- 死との約束（2021年3月6日、フジテレビ） - 上杉穂波 役
- ライオンのおやつ（2021年6月10日 - 8月15日、NHK BSプレミアム） - マドンナ 役[29]
- PJ 〜航空救難団〜（2025年4月24日 - 6月19日、テレビ朝日） - 乃木真子 役[30]

降板
- この素晴らしき世界（2023年7月 - 、フジテレビ）
主演・浜岡妙子 / 若菜絹代 役での出演が予定されていたが[4]、体調不良により降板することが5月11日に発表された[5]。代役には若村麻由美が立てられた[31]。

### 配信ドラマ
- 御手洗家、炎上する（2023年7月13日、Netflix） - 御手洗真希子 役[32]

### 映画
- 愛と平成の色男（1989年7月8日公開、松竹） - 坂木恵子 役
- ゴジラvsビオランテ（1989年12月16日公開、東宝） - スーパーX2オペレーター[注釈 3] 役[1]
- バカヤロー!3 へんな奴ら・第三話「会社をナメるな」（1990年10月20日公開、松竹） - 中島里子 役
- 未来の想い出 Last Christmas（1992年8月29日公開、東宝） - シマヤマヒカル
- パ★テ★オ完結編（1992年11月14日公開、松竹） - 永井あゆみ 役
- 帰って来た木枯し紋次郎（1993年11月20日公開、東宝） - おたみ 役
- 119（1994年11月5日公開、松竹） - 日比野ももこ 役
- 大失恋。（1995年1月21日公開、東映） - 美智子 役
- 緊急呼出し エマージェンシー・コール（1995年11月18日公開、日本ヘラルド映画） - 磯村雅美 役
- 新・居酒屋ゆうれい（1996年9月28日公開、東宝） - 里子 役
- 良寛（1997年7月19日公開、日本ヘラルド映画） - 貞心尼 役
- ラヂオの時間（1997年11月8日公開、東宝） - 鈴木みやこ 役
- ベル・エポック（1998年9月26日公開、東宝） - 山田秀子 役
- 39 刑法第三十九条（1999年5月1日公開、松竹） - 主演・小川香深 役
- BULLET BALLET バレット・バレエ（2000年3月11日公開、ゼアリズ） - 桐子 役
- ざわざわ下北沢（2000年7月7日公開、シネマ下北沢） - 麻耶 役
- サトラレ（2001年3月17日公開、東宝） - 小松洋子 役
- 助太刀屋助六（2002年2月16日公開、東宝） - お仙 役
- ギブリーズ episode2（2002年7月20日公開、東宝） - ゆかりさん 役
- 釣りバカ日誌13 ハマちゃん危機一髪!（2002年8月10日公開、松竹） - 桐山桂 役
- 竜馬の妻とその夫と愛人（2002年9月14日公開、東宝） - おりょう 役
- 木曜組曲（2002年10月12日公開、シネカノン） - 主演・塩谷絵里子 役
- ROCKERS（2003年9月27日公開、ギャガ・コミュニケーションズ） - 看護婦 役
- ゼブラーマン（2004年2月14日公開、東映） - 浅野可奈 役
- 血と骨（2004年11月6日公開、松竹・ザナドゥー） - 李英姫 役
- 戦国自衛隊1549（2005年6月11日公開、東宝） - 神崎怜 役
- 男たちの大和/YAMATO（2005年12月17日公開、東映） - 内田真貴子 役
- 陽気なギャングが地球を回す（2006年5月13日公開、松竹） - 雪子 役
- SO-RUN MOVIE・音声案内に従って走行して下さい（2006年6月10日公開、モンスターフィルムス） - 主演・理恵 役
- 真昼ノ星空（2006年6月24日公開、ホリプロ/スローラーナー） - 主演・由起子 役
- 男はソレを我慢できない（2006年7月29日公開、キネティック） - さつき 役
- UDON（2006年8月26日公開、東宝） - 藤元万里 役
- ええじゃないか・ニッポン  宮城編  気仙沼伝説（2006年、アイコット） - 主演  （2006年製作未公開）
- アルゼンチンババア（2007年3月24日公開、松竹/キネティック） - ユリ 役
- 次郎長三国志（2008年9月20日公開、角川映画） - お蝶 役
- ザ・マジックアワー（2008年6月7日公開、東宝） - 小夜子 役
- 重力ピエロ （2009年5月23日公開、アスミック・エース） - 奥野梨江子 役
- こおろぎ（2009年5月30日公開、アイコット） - 主演・薫 役
- FLOWERS -フラワーズ-（2010年6月12日公開、東宝） - 奏 役
- ぼくとママの黄色い自転車 （2009年8月22日公開、ティ・ジョイ） - 沖田琴美 役
- 沈まぬ太陽 （2009年10月24日公開、東宝） - 恩地りつ子 役
- サイドウェイズ（2009年10月31日公開、20世紀フォックス） - 田中麻有子 役
- 風が強く吹いている（2009年10月31日公開、松竹） - ハイジのかかりつけの医者 役（特別出演）
- 嘘つきみーくんと壊れたまーちゃん（2011年1月22日公開、角川映画） - 坂下恋日 役
- セカンドバージン（2011年9月23日公開、松竹） - 主演・中村るい 役
- Pray for Japan 〜心をひとつに〜（2012年3月11日公開） - ナレーション
- 清須会議（2013年11月9日公開、東宝） - お市 役
- ジャッジ!（2014年1月11日公開、松竹） - 木沢はるか 役
- 救いたい（2014年11月22日公開） - 主演・川島隆子 役[34]
- おかあさんの木（2015年6月6日公開、東映） - 田村ミツ 役
- 食べる女（2018年9月21日公開、東映） - 鴨舌美冬 役[35]
- グランメゾン・パリ（2024年12月30日公開、東宝 / ソニー・ピクチャーズ エンタテインメント） - 早見倫子 役[36]
- 栄光のバックホーム（2025年11月28日公開予定、ギャガ） - 横田まなみ 役[37]
- キリコのタクト〜YELL〜（2026年公開予定、KeyHolder Pictures） - 主演・原田貴理子 役[38]

### 舞台
- 巌流島（1996年、パルコ、作：三谷幸喜、演出：山田和也）- お鶴 役
- カノン（2000年、NODA・MAP、作・演出：野田秀樹）- 沙金 役
- たいこどんどん（2011年、Bunkamura、作：井上ひさし、演出：蜷川幸雄） - 袖ヶ浦 役
- 朗読『宮沢賢治が伝えること』（2012年、シス・カンパニー、構成：岩下尚史、演出：栗山民也）
- 声（2013年、シス・カンパニー、作：ジャン・コクトー、演出：三谷幸喜） - 女 役
- 家族の基礎〜大道寺家の人々〜（2016年9月 - 10月、M&Oplaysプロデュース、Bunkamuraシアターコクーン・シアタードラマシティ、作・演出：倉持裕） - 大道寺須真 役[39]
- 大人のけんかが終わるまで（2018年、シアター1010 、日本特殊陶業市民会館ホール 、静岡市清水文化会館、 岩手県民会館、シアタークリエ、 岸和田市立浪切ホール、 上野学園ホール、 博多座、 松山市総合コミュニティセンターキャメリアホール、 兵庫県室芸術文化センター阪急中ホール、 作:ヤスミナ・レザ 岩松了、演出：上村聡史）- アンドレア 役
- Home,I'm Darling〜愛しのマイホーム〜（2021年、シアタークリエ、作：ローラ・ウェイド、演出：白井晃） - ジュディ 役

### ドキュメンタリー
- 『迷宮TRANOVEL 〜太宰治「走れメロス」と中期短編集〜』（2014年9月7日、BS日テレ） - 旅人[40]
- 『ミュージアムで会いましょう』（2016年10月30日、BSフジ） - ナビゲーター

### CM
- 浅田飴
- ハクビ京都きもの学院（1991年）
- 片岡物産 「トワイニング」（1992年）
- ブルボン「アルフォート」
- NTTドコモ（1996年 - 2002年）
- 花王「ソフィーナ」（1992年 - 1994年、1999年 - 2002年）
- 大正製薬「アイリス」
- エスエス製薬
  - 「スルーラックS」
  - 「ハイチオールC ホワイティア」（2015年 - ）[41]
  - 「ハイチオール コラーゲンブライト」（2018年 - ）[42]
- 東京電力「ECO CUTE」
- カネボウ化粧品「フェアクレア ホワイト」
- 日本コカ・コーラ「ジョージア」（1996年）
- サントリー
  - 「モルツ」（1998年 - 2000年）
  - 「純生」
  - 「ボス」（2008年 - 2009年）
  - セサミンEX（2022年1月 - ）[43]
- さが美（1997年）
- ネスレプロフェショナル「中国緑茶」（2002年）
- 武田薬品工業「新アリナミンA」 （2003年）
- JR東日本
- 大同生命（2004年）
- トヨタ自動車「ベルタ」（2005年 - 2006年）
- ニチレイ「アセロラ早摘みC」（2006年）
- ニチイ学館（2006年 - ）
- みずほ銀行（2006年 - 2009年）
- キリンビール
  - 「良質素材」（2007年）
  - 「本麒麟」（2018年 - ）[44][45]
- 資生堂
  - 「TSUBAKI」（2007年 - 2011年、2015年）
  - 「REVITAL GRANAS」（2008年 - ）
- EPSON「オフィリオプリンター」（2010年）
- ダイハツ工業「ムーヴ」（2012年 - ）[46]
- 大塚食品「ボンカレーゴールド」（2013年 - ）[47]
- ストライプインターナショナル「earth music&ecology」（2017年 - ）[48]
- コーセー「エルシア」（2018年 - ）[49]
- ACジャパン セーブ・ザ・チルドレン・ジャパン「子どもたちの惑星」（2019年） - ナレーション[50]
- ミツカン おだしのおいしいまろやか酢（2020年）[51][52]
- 三井住友カード 家族ポイント（2022年 - ）[53]
- 日本マクドナルド ゴディバ ホットチョコレート（2022年 - ）[54]
- サッポロビール サッポロサワー氷彩1984（2025年 - ）[55]

### その他
- 「花は咲く」花は咲くプロジェクト（2012年5月23日）
- 「LIFE!〜人生に捧げるコント〜」（2014年6月5日） - コント「言った言わない」・「マイワイフ」・「恋のチムニー」
- 「デトロイト美術館展」 - 音声ガイド
  - 「デトロイト美術館展」東京展（2016年10月7日 - 2017年1月21日、上野の森美術館）
  - 「デトロイト美術館展」大阪展（2016年7月9日 - 9月25日、大阪市立美術館）
  - 「デトロイト美術館展」豊田展（2016年4月27日 - 6月26日、豊田市美術館
- 「かのサンド」（2025年4月20日 - 27日） - 4月マンスリーナレーター[56]

## 音楽
- 花は咲く（2012年5月23日）花は咲くプロジェクト。参加はしているが、歌ってはいない。
- dress-ing（2019年2月27日）SLENDERIE RECORD（よしもとミュージックエンタテインメント）から発売された。藤井隆プロデュース。

### 作詞

#### 「音葉」名義
- 木村拓哉「beautiful morning」（2022年1月19日）
- 藤井隆「おやすみ東京」（2022年9月21日）
- KOJI 1200 「Shining Star」（2024年10月2日）

## 受賞歴

### 映画
119
- 第18回日本アカデミー賞・優秀助演女優賞
- 第7回日刊スポーツ映画大賞・石原裕次郎賞・新人賞
- 第9回高崎映画祭・最優秀助演女優賞

ラヂオの時間
- 第21回日本アカデミー賞・優秀主演女優賞
- 第10回日刊スポーツ映画大賞・助演女優賞

39 刑法第三十九条
- 第73回キネマ旬報ベスト・テン・主演女優賞
- 第23回日本アカデミー賞・優秀主演女優賞
- 第42回ブルーリボン賞・主演女優賞

竜馬の妻とその夫と愛人
- 第26回日本アカデミー賞・優秀主演女優賞
- 第15回日刊スポーツ映画大賞・主演女優賞

血と骨
- 第28回日本アカデミー賞・最優秀主演女優賞
- 第17回日刊スポーツ映画大賞・石原裕次郎賞・助演女優賞

沈まぬ太陽
- 第33回日本アカデミー賞・優秀助演女優賞

#### その他
- 第7回日本映画批評家大賞・女優賞[62]
- 第9回日本映画批評家大賞・女優賞[62]
- 第69回毎日映画コンクール・田中絹代賞[63]

### テレビドラマ
- 1996年 第8回ザテレビジョンドラマアカデミー賞 ベストドレッサー賞（『オンリー・ユー〜愛されて〜』）[64]
- 1998年 第16回ザテレビジョンドラマアカデミー賞 助演女優賞（『きらきらひかる』）[65]
- 2007年 第52回ザテレビジョンドラマアカデミー賞 助演女優賞（『華麗なる一族』）[66]
- 2011年 東京ドラマアウォード2011 主演女優賞（『セカンドバージン』）[67][68]
- 2013年 第76回ザテレビジョンドラマアカデミー賞 主演女優賞（『夜行観覧車』）[69]

### その他
- 2023年 日本建築学会文化賞[70]